# تونو اونپالو
تونو اونپالو (استونیایی: Tõnu Õnnepalu؛ زادهٔ ۱۳ سپتامبر ۱۹۶۲) شاعر، مترجم و نویسنده اهل استونی است.
وی در سال‌های ۱۹۸۰ تا ۱۹۸۵ رشته زیست‌شناسی را در دانشگاه تارتو تحصیل کرد، سپس فعالیت نویسندگی را به عنوان شاعر در سال ۱۹۸۵ آغاز کرد و تاکنون سه مجموعه از آثار خود را منتشر کرده‌است. وی در سال ۱۹۹۳ با رمان «مرز دولتی» (استونیایی:Piiririik، انگلیسی: Border State) با تخلص امیل توده توجه بین‌المللی را جلب کرد.